# Trinity (musicien)
Pour les articles homonymes, voir Trinity.
Trinity de son vrai nom Wade Brammer, mais aussi connu sous le nom de Junior Brammer/" Prince Glen", né à Kingston le 10 février 1954, mort le 9 avril 2021,,, est l'un des principaux deejays de Jamaïque. Il est le frère du deejay Clint Eastwood.

## Biographie
Il fréquente dès l'adolescence l'Alpha Boys School. Il travaillera avec de nombreux artistes, tels que Dillinger, Yabby You, Prince Far I, et le groupe The Mighty Diamonds.
Son plus grand titre à ce jour est Three Piece Suit, sorti en 1977 chez Joe Gibbs, figurant ensuite sur l'album éponyme sorti la même année. Le riddim utilisé est celui de la chanson de Althea & Donna Uptown Top Ranking, une reprise du célèbre hit d'Alton Ellis I'm Still In Love (1967).
Trinity possède les labels Flagman et 2 miles, et produit le jeune chanteur Natty King.

## Discographie
- 1977 - Clash - Dillinger verses Trinity, Burning Sounds
- 1977 - Shanty Town Determination, TR International
- 1977 - Three Piece Suit, Joe Gibbs
- 1977 - Up Town Girl, Magnum
- 1978 - Three Piece Chicken & Chips (avec Ranking Trevor), Cha Cha
- 1978 - At His Toasting Best, Gorgon Records
- 1978 - Dreadlocks Satisfaction, Jackpot
- 1978 - Showcase, Burning Sounds
- 1979 - African Revolution, GG's
- 1979 - Rock In The Ghetto, Trojan
- 1979 - Trinity Meets The Mighty Diamonds, Gorgon Records
- 1980 - Have A Little Faith, Micron
- 1981 - Bad Card, Joe Gibbs
- 1981 - Full House, JB Music
- 1983 - Teen Jam (avec Little Culture), Kingdom
- 1987 - Telephone Line (sous le nom de Junior Brammer), John Dread Productions
- 1987 - Hold Your Corner, Live & Learn
- 2013 - Eye To Eye, Irie Ites Records
- 2021 - Can't Blame The Youth, Baco Distrib & Irie Ites Intl (album pothume)